# Gmina Góra Świętej Małgorzaty
Gmina Góra Świętej Małgorzaty je polská vesnická gmina v okrese Łęczyca v Lodžském vojvodství. Sídlem správy gminy je ves Góra Świętej Małgorzaty.
V roce 2017 zde žilo 4 406 obyvatel. Gmina má rozlohu 90,56 km² a zabírá 11,68 % rozlohy okresu.

## Částí gminy
StarostenstvíAmbrożew, Bogdańczew, Bryski, Bryski-Kolonia, Czarnopole, Góra Świętej Małgorzaty, Karsznice, Kosin, Marynki, Mętlew, Moraków, Nowy Gaj, Orszewice, Podgórzyce, Rogulice, Sługi, Stawy, Tum, Witaszewice, Zagaj
Sídla bez statusu starostenstvíGaj, Głupiejew, Janów, Konstancin, Kosiorów, Kwiatkówek, Łętków, Maciejów, Mierczyn, Stary Gaj

## Sousední gminy
| Růžice kompasu | Łęczyca           | Witonia                       | Krzyżanów | Růžice kompasu |
| Růžice kompasu | Łęczyca (městská) | Sever                         | Piątek    | Růžice kompasu |
| Růžice kompasu | Łęczyca (městská) | Gmina Góra Świętej Małgorzaty | Piątek    | Růžice kompasu |
| Růžice kompasu | Łęczyca (městská) | Jih                           | Piątek    | Růžice kompasu |
| Růžice kompasu | Łęczyca           | Ozorków                       |           | Růžice kompasu |